# Liste der Naturdenkmale in Ulrichstein
Die Liste der Naturdenkmale in Ulrichstein nennt die im Gebiet der Stadt Ulrichstein im Vogelsbergkreis in Hessen gelegenen Naturdenkmale.
| Bild            | Bezeichnung                         | Ortsteil, Lage                                                                                      | Beschreibung | Art        | Nr.     |
| --------------- | ----------------------------------- | --------------------------------------------------------------------------------------------------- | --- | ---------- | ------- |
| BW              | Linde auf dem Burgloh               | Bobenhausen II 50° 34′ 36,7″ N, 9° 8′ 5,4″ O                                                        | | Einzelbaum | 1.112.1 |
| BW              | Buche am Schwimmbad von Feldkrücken | Feldkrücken 50° 32′ 54,5″ N, 9° 11′ 23,8″ O                                                         | | Einzelbaum | 1.113.1 |
| Fotos hochladen | Am Stein                            | Kölzenhain 50° 33′ 39,2″ N, 9° 10′ 45,1″ O                                                          | Felsengruppe aus bis zu 6 m senkrecht hochragenden Basaltsäulen. Von Blockschuttfläche umgeben, etwa 100 m östlich der Schleuningsteine.        |            | 1.114.1 |
| Fotos hochladen | Die Schleuningsteine                | Kölzenhain 50° 33′ 38,9″ N, 9° 10′ 41,5″ O                                                          | Felsengruppe aus bis zu 5 m senkrecht hochragenden Basaltsäulen. Nach Wilhelm Schleuning, dem ehemaligen Bürgermeister von Feldkrücken benannt. |            | 1.115.1 |
| BW              | Bismarcklinde                       | Ulrichstein 50° 34′ 34,3″ N, 9° 11′ 33,8″ O                                                         | | Einzelbaum | 1.116.1 |
| Fotos hochladen | 4 Linden auf dem Lindenplatz        | Ulrichstein 50° 34′ 28,5″ N, 9° 11′ 39,2″ O                                                         | |            | 1.117.1 |
| BW              | Friedenslinde                       | Ulrichstein 50° 34′ 34,6″ N, 9° 11′ 33,5″ O                                                         | | Einzelbaum | 1.118.1 |
| BW              | 2 Linden vor der Kirche             | Ulrichstein 50° 34′ 36,2″ N, 9° 11′ 31,7″ O                                                         | |            | 1.119.1 |
| Fotos hochladen | Ulme und Linde vor dem Arzthaus     | Ulrichstein, Ulrichstein Ulrichstein Lindenplatz Tilia 202405 a.png 50° 34′ 27,8″ N, 9° 11′ 38,3″ O | 1 Linde (1 Ulme 1987 gefällt) | Einzelbaum | 1.120.1 |
| Fotos hochladen | Esche an der Grundschule            | Ulrichstein 50° 34′ 29,6″ N, 9° 11′ 40,1″ O                                                         | | Einzelbaum | 1.121.1 |
| BW              | Wildhollloch                        | Unter-Seibertenrod 50° 36′ 13,9″ N, 9° 9′ 17,9″ O                                                   | Basanitfelsen mit Höhle. |            | 1.122.2 |
| BW              | Wildfrauhaus                        | Wohnfeld 50° 34′ 3,3″ N, 9° 8′ 1,4″ O                                                               | Felsklippe aus tholeiitischem Andesit. |            | 1.123.2 |